# Agrilus alajuelensis
Agrilus alajuelensis es una especie de insecto del género Agrilus, familia Buprestidae, orden Coleoptera.
Fue descrita científicamente por Hespenheide, 2012.